# Smile.dk
Smile.dk (a veces escrito SMiLE.dk o Smile-dk, pronunciado Smile D-K) es un grupo sueco de Bubblegum dance con Veronica Almqvist como el único miembro actual. La banda es conocida por sus muchas canciones, algunas de las cuales se presentaron en  Dance Dance Revolution  y In The Groove. Estos incluyen "Butterfly", "Golden Sky", "Boys", "Mr. Wonderful", "Petit love ", "Koko Soko", "A Geisha's dream" (con Naoki Maeda) y "Dancing All Alone". Han aparecido regularmente en los álbumes de la compilación de baile popular Dancemania desde su décima edición, incluidas muchas de sus sub-series como Dancemania Velocidad. Smile.dk ha sido uno de los más destacados del bubblegum/Eurodance actuando en la serie Dancemania, junto con los grupos Captain Jack y E-Rotic.

## Historia
Veronica Almqvist y Nina Boquist formaron por primera vez Smile y lanzaron su primer álbum Smile en 1998. Recibieron atención significativa en Japón. El primer sencillo del álbum, "Butterfly", fue autorizada por Konami y apareció en la primera versión de  Dance Dance Revolution , un videojuego de baile popular. El segundo sencillo del álbum Boys, un homenaje al éxito de Sabrina Salerno "Boys (Summertime Love)". El álbum fue posteriormente reeditado con nuevas pistas de obras de arte y de bonificación en Japón, donde fue certificado oro por 100.000 copias enviadas a las tiendas
Después del lanzamiento de  Smile , Boquist dejó la banda para comenzar su carrera en solitario y fue reemplazada por Malin Kernby. Durante este tiempo, el nombre de la banda fue cambiado de Smile a Smile.dk, ya que estaban siendo comercializados en Dinamarca. Lanzaron dos álbumes de estudio bajo esta formación, Future Girls en 2000 y Golden Sky en 2002.
En 2005, de acuerdo con su gerente, Smile.dk había comenzado un paréntesis debido tanto Almqvist y Kernby habiendo llegado a ser casada; [cita requerida] Kernby con un hijo en camino. Sin embargo, él no creía que Smile.dk se convertiría desaparecida, [cita requerida], que resultó ser correcta con su regreso, aunque sin Kernby.

### Retorno, Line-up cambios y nuevo álbum
A principios de 2008, (Slash J-Mi/DJ/MC Jay) de productores Smile.dk Jamie Thompson y Dick Orna (Mr. Dee) anunció en los Foros BubblegumDancer.com que Smile.dk regresaría en 2008 con una sola canción en todo el mundo, "Doki Doki", y un nuevo álbum, Party Around The World. También se anunció que Kernby dejaría el grupo, y Hanna Stockzell más tarde se unió. El entonces nuevo cantante Stockzell realiza todas las canciones de Party Around The World a excepción de "Doki Doki", que incluyó solamente a Almqvist y Kernby, a pesar de que Kernby ya no era un miembro activo.
Smile.dk (con Almqvist y Stockzell) realizó un concierto dentro del San Japan, una convención de anime situada en San Antonio, Texas (Estados Unidos), el 9 de agosto de 2008. Esta fue la primera vez que realizaron un concierto en Estados Unidos. También actuaron en directo dentro del Sakura-Con de 2009 en Seattle, Washington (EE. UU.), entre el 10 y el 12 de abril.

### Cambios de formación, nuevo sencillo y el embarazo
En abril de 2010, se anunció que Stockzell dejaría Smile.dk por razones personales y para iniciar una carrera en solitario bajo su verdadero nombre Hanna Stockzell. También se anunció que Cecilia Reiskog se uniría como el nuevo miembro de Smile.dk.
El 20 de diciembre de 2011, lanzaron su primer sencillo de la nueva formación llamada "Moshi Moshi", que se retrasó en algunos países hasta mayo de 2012 debido a problemas con su lanzamiento. Un video musical animado para "Moshi Moshi" fue subido al canal oficial de YouTube de Smile.dk a principios de 2012. Más tarde, en 2012, que también confirmaron que una nueva canción estaba siendo grabada llama "Baby Boom", debido tanto a Verónica y Cecilia haber vuelven embarazadas alrededor del mismo período de tiempo. Si bien el trabajo para el nuevo álbum de Smile.dk continuó, el progreso de Smile.dk desaceleró de manera Verónica y Cecilia podrían centrarse en su vida personal.

### Salida de Cecilia, "Forever" y gira por China
El 6 de octubre de 2013, Cecilia Reiskog anunció en la página oficial de Facebook Smile.dk que dejaría Smile.dk para centrarse en su vida personal. Verónica confirmó más tarde que ella había decidido continuar Smile.dk por ella misma y no sería la adición de un nuevo miembro.
En 2014, Verónica confirmó el nuevo álbum está casi terminado y se preparará para el lanzamiento en breve y que las canciones con Cecilia no será regrabado y saldrá a la venta, ya que son, por lo que primero "El Maquillaje Colección" de Cecilia y solo álbum con Smile.dk. También confirmó el 10 de marzo en la página de fanes oficial Smile.dk que ella está grabando una nueva versión de "Dragonfly" para el álbum.
A partir de 2015, Verónica ha confirmado que "El Maquillaje Colección" está casi listo para la liberación y que ella dará a conocer la fecha de lanzamiento cuando esté listo.
El 14 de agosto de 2015, Veronica anunció que Smile.dk iría de gira a partir del 30 de noviembre 8 de octubre en China. Posteriormente el 25 de octubre, se anunció en la página Smile.dk Facebook que el próximo álbum será titulado "Forever" y que se dará a conocer a principios de 2016. La visita a China también se trasladó a principios de 2016 para coincidir con el lanzamiento del álbum.
El 26 de noviembre de 2015, "Our Little Corner", el nuevo sencillo fue lanzado en todo el mundo en las principales tiendas de música digital.

## Miembros
- Veronica Almqvist – voz (1998–actual)
- Nina Boquist – voz (1998–2000)
- Malin Kernby – voz (2000–2008)
- Hanna Stockzell – voz (2008–2010)
- Cecilia Reiskog – voz (2010–2013)

## Discografía

### Álbumes
- Smile (1998)
- Future Girls[7] (2000)
- Golden Sky[7] (2002)
- Party Around the World (2008)
- Forever (2016)

### Recopilaciones
- Smile Paradise[7] (31 de enero de 2001)

### Sencillos
- Butterfly (1998)
- Coconut (1998)
- Mr. Wonderful (1998)
- Boys (1999)
- Doo Be Di Boy (2000)
- Dragonfly (2000)
- Dancing All Alone (2000)
- Kissy Kissy (2000)
- Domo Domo Domo (2002)
- Doki Doki (2008)
- A Geisha's Dream (feat. NAOKI) (2009)
- Butterfly '09 (United Airforce Airplay Edit) (2009)
- Koko Soko (2010)
- Moshi Moshi (2011)
- Our Little Corner (26 de noviembre de 2015)

### Compilation Only & Other
- Circuit Girl (2001)
- X-Mas Party (2009)

### Vídeos musicales
- Butterfly (1998)
- Mr. Wonderful (1998)
- Boys (1999)
- Doo Be Di Boy (2000)
- Domo Domo Domo (2002)
- Moshi Moshi (2011)

### Dancemania
- 10 (1998), X1 (1999), X5 (2000), X7 (2000), X8 (2001)
- Delux : 3 (1999), 4 (2000)
- Speed : 2 (1999), 3 (1999), Best 2001 (2000), 6 (2001)

Speed G : 1 (2003), 2 (2003)
- Happy Paradise : 1 (2000), 2 (2001)
- Best Red (2002)
- Ex : 2 (2003), 4 (2003)
- Hyper Delux (2003)
- Treasure (2006)

### Discografía de videojuegos
| Song                             | Game                                                   | Hardware   | Region   | Release date |
| -------------------------------- | ------------------------------------------------------ | ---------- | -------- | ------------ |
| Butterfly                        | Dance Dance Revolution                                 | Arcade     | Japan    | 1998.11.21   |
| Boys                             | Dance Dance Revolution 2ndMix                          | Arcade     | Japan    | 1999.1.19    |
| Butterfly (Upswing Mix)          | Dance Dance Revolution 3rdMix                          | Arcade     | Japan    | 1999.10.30   |
| Mr. Wonderful                    | Dance Dance Revolution 3rdMix                          | Arcade     | Japan    | 1999.10.30   |
| Boys (Euro Mix)                  | Dance Dance Revolution 4thMix Dance Maniax 2ndMix      | Arcade     | Japan    | 2000.7.24    |
| Petit Love                       | Dance Dance Revolution 4thMix Plus Dance Maniax 2ndMix | Arcade     | Japan    | 2000.7.24    |
| Dancing All Alone                | Dance Dance Revolution 5thMix                          | Arcade     | Japan    | 2001.3.27    |
| Golden Sky                       | Dance Dance Revolution SuperNova                       | Arcade     | Europe   | 2006.4.28    |
| Kissy Kissy                      | Ez2Dancer UK Move Special Edition                      | Arcade     | UK       | 2003.4.??    |
| Butterfly (Delaction Mix)        | Pop'n Music Carnival (13)                              | PS2        | Japan    | 2006.??.??   |
| Doki Doki (Panik Mix)            | Dance Dance Revolution Universe 3                      | Xbox 360   | US       | 2008.11.??   |
| Koko Soko                        | Dance Dance Revolution X                               | Arcade     | Japan    | 2008.12.24   |
| A Geisha's Dream                 | Dance Dance Revolution X                               | Arcade/PS2 | Japan    | 2009.01.29   |
| Butterfly                        | Re-rave                                                |            |          |              |
| A Geisha's Dream (Ruffage remix) | Dance Dance Revolution S                               | iPhone     | Japan/US | 2009.02.25   |
| Moshi Moshi                      | ReRave                                                 | Arcade     | Japan/US | 2011.03.18   |